# Juan Bautista (Galería Nacional de Arte Antiguo)
Juan Bautista es otro de los Bautistas pintados por Caravaggio, en 1604 —posiblemente en 1605—. Se exhibe en el Palacio Corsini, cerca de la Galería Nacional de Arte Antiguo, en Roma. Similar al pintado para Copsta, el joven es reconocido como el Bautista debido a sus símbolos primarios —el bastón, la «piel raída de camello», y otros—. El cuadro ha oscurecido en comparación a otros y tiene un toque más personal, que impide al observador comprender completamente el mensaje.
Caravaggio no es el primer artista en crear un Bautista desnudo —ya había sido tratado así por Leonardo Da Vinci, Rafael Sanzio, Andrea del Sarto y otros—, pero Caravaggio lo dramatiza de una forma singular. Su Juan Bautista parece más un trabajador, con las manos carcomidas por su labor, y su gesto de cansancio en el rostro acentúa el mensaje aún más. Esto lo diferencia grandemente de Rafael, quien idealiza su cuadro asemejándolo a los querubines.
Según Robb, el cuadro provocó cierta consternación en Roma pues pensaban que Caravaggio había blasfemado al usar a un prostituto como modelo. Varios cardenales definieron el cuadro como «idílico», y los burócratas pidieron a Caravaggio se retractase, puesto que podría afectar su carrera. Se negó, lo que le cerró muchas oportunidades de trabajo en la iglesia.